# Rhynchospora subplumosa
Rhynchospora subplumosa är en halvgräsart som beskrevs av Charles Baron Clarke. Rhynchospora subplumosa ingår i släktet småag, och familjen halvgräs. Inga underarter finns listade i Catalogue of Life.